# Emmaboda glasverk
Emmaboda glasverk är ett svenskt byggnadsmaterialföretag i Emmaboda i Småland. 

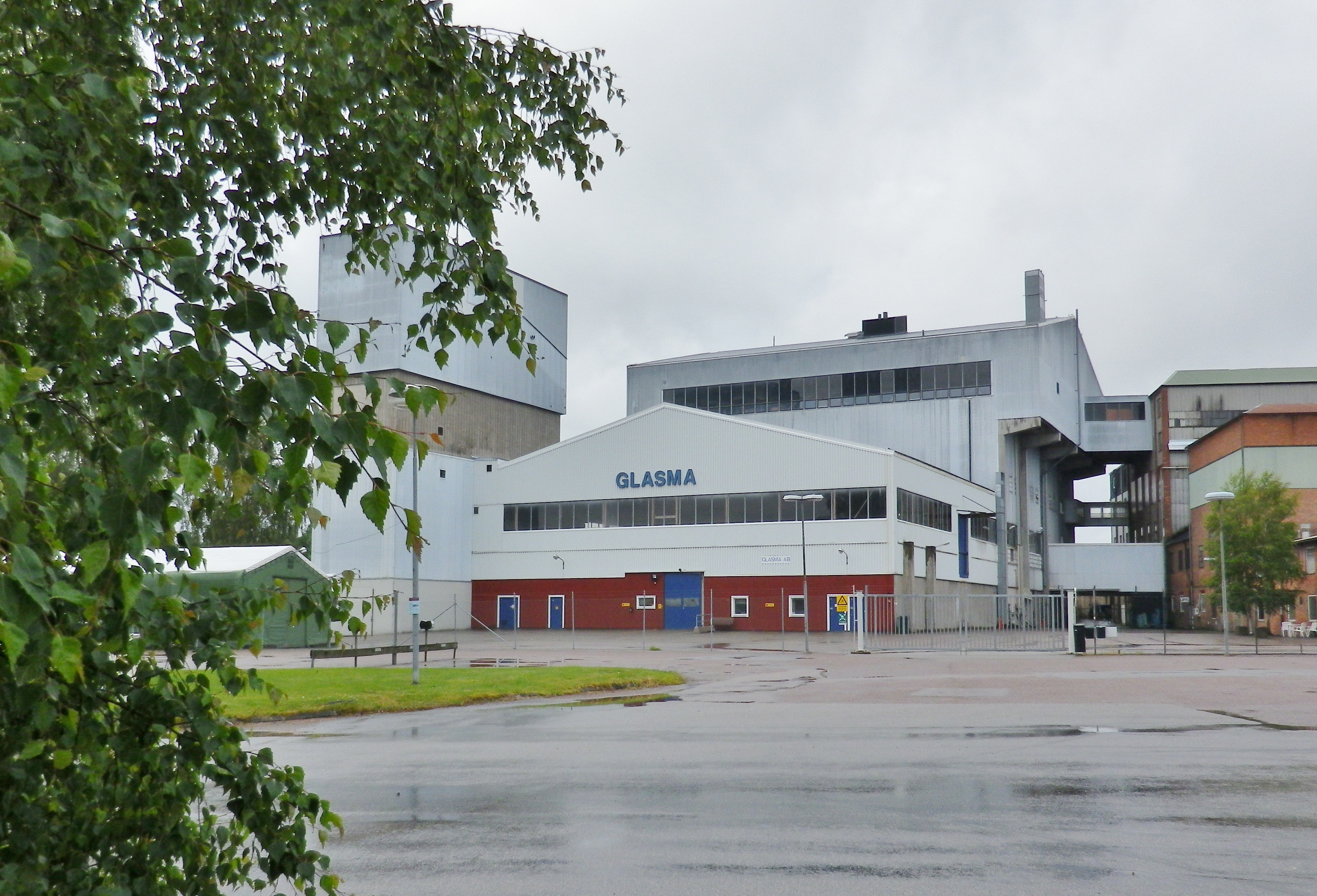
Glasma, Emmaboda

Emmaboda glasverk grundades 1919 sv Ernst Johansson, ägare av Åfors glasbruk, som Emmaboda Fönsterglasbruk. Företaget köptes 1973 av Saint-Gobain. I fabriken i Emmaboda tillverkades tidigare fönsterglas med valsmetoden, men verksamheten är numera helt inriktad på förädling av importerad glasråvara från Saint-Gobain till olika glasprodukter. 
Fabriken skadades av en brand i början av 1990-talet.